# Кирпичный (Свердловская область)
Кирпи́чный — посёлок в муниципальном округе Среднеуральск Свердловской области России. Находится в пригороде Екатеринбурга, в окрестностях города Среднеуральска, рядом с деревней Коптяки.

## Население
| 2002 | 2010 |
| ---- | ---- |
| 30   | ↗67  |

## География
Кирпичный расположен неподалёку от южного берега Исетского озера. Посёлок находится к северо-западу от Екатеринбурга, к юго-западу от городов Верхней Пышмы и Среднеуральска, в 2,5 километрах от центра последнего, а также в 3,5 километрах к юго-востоку от посёлка Исеть и к югу вплотную с более крупной деревней Коптяки. Расстояние до ближайшей железнодорожной станции Исети — 4,5 километров (в одноимённом посёлке). Возле посёлка проходит шоссе местного значения Исеть — Среднеуральск.

## История
Посёлок Кирпичный начал застраиваться с 2010-х годов как дополнение к Коптякам.

## Инфраструктура
В посёлке Кирпичном есть детский сад, фельдшерский пункт и магазин. В соседней деревне Коптяки есть школа и лыжная база «Энергетик».

## Транспорт
До посёлка Кирпичного можно добраться на автобусе из Екатеринбурга, Среднеуральска, Верхней Пышмы и посёлка Исеть.